# Life in a Beautiful Light
Albums de Amy Macdonald
A Curious Thing
(2010) Under Stars
(2017)
Life in a Beautiful Light est le troisième album d'Amy Macdonald, sorti en 2012.

## Liste des titres
Toutes les chansons sont écrites et composées par Amy Macdonald.
| No  | Titre                            | Durée |
| --- | -------------------------------- | ----- |
| 1.  | 4th of July                      | 3:48  |
| 2.  | Pride                            | 3:22  |
| 3.  | Slow It Down                     | 3:52  |
| 4.  | The Furthest Star                | 3:29  |
| 5.  | The Game                         | 4:24  |
| 6.  | Across the Nile                  | 3:19  |
| 7.  | The Days of Being Young and Free | 4:09  |
| 8.  | Left That Body Long Ago          | 4:49  |
| 9.  | Life in a Beautiful Light        | 4:35  |
| 10. | Human Spirit                     | 2:06  |
| 11. | The Green and the Blue           | 3:53  |
| 12. | In the End                       | 8:05  |

## Classements
| Classement                    | Meilleure position |
| ----------------------------- | ------------------ |
| Allemagne (Media Control AG)  | 1                  |
| Autriche (Ö3 Austria Top 40)  | 1                  |
| Belgique (Flandre Ultratop)   | 4                  |
| Belgique (Wallonie Ultratop)  | 6                  |
| Danemark (Tracklisten)        | 9                  |
| Espagne (Promusicae)          | 36                 |
| France (SNEP)                 | 42                 |
| Norvège (VG-lista)            | 15                 |
| Pays-Bas (Mega Album Top 100) | 5                  |
| Royaume-Uni (UK Albums Chart) | 2                  |
| Suède (Sverigetopplistan)     | 34                 |
| Suisse (Schweizer Hitparade)  | 2                  |